# Funaria orizabensis
Funaria orizabensis är en bladmossart som beskrevs av C. Müller 1874. Funaria orizabensis ingår i släktet spåmossor, och familjen Funariaceae. Inga underarter finns listade i Catalogue of Life.